# Арчі Макферсон
Арчі Макферсон (англ. Archie Macpherson, нар. 1937) — шотландський футбольний коментатор і публіцист. Багато десятиліть коментував футбол на шотландському телебаченні. Автор низки книг. Ректор Единбурзького університету (1985—1988). Лауреат шотландської BAFTA 2005 року за «внесок у шотландське телебачення».

## Життєпис
Народився в районі Шеттлстон (Ґлазґо). Працював учителем у Ланаркширі (графство, де знаходиться Ґлазґо). Директор Свінтонської школи в 1965—1969 роках.
Упродовж 39 років (1969—2008) коментував футбол на шотландському телебаченні (на Бі-Бі-Сі до 1990 року), вів програму Sportscene. Працював на шістьох чемпіонатах світу та чотирьох Олімпіадах.
Автор низки книг:
- Blue and Green (про Old Firm derby «Рейнджерс» — «Селтік», 1989)
- Action Replays (1991)
- Jock Stein: The Definitive Biography (2004)
- Flower of Scotland? (2005)
- The Girls' Book (2007)
- Game of Two Halves (автобіографія, 2009)
- Silent Thunder (2014)